# Quân khu 8, Quân đội nhân dân Việt Nam
Quân khu 8 (Khu 8) từng là một tổ chức hành chính quân sự theo vùng lãnh thổ được thành lập cùng với các khu khác trên toàn quốc từ sau Cách mạng Tháng Tám năm 1945.

## Địa lý
Về vị trí địa lý của Khu 8, phía đông giáp biển Đông chiều dài gần 100km, phía tây bắc là biên giới giáp với Campuchia dài gần 300km, phía đông bắc và tây nam giáp với hai khu 7 và 9 (miền Đông và miền Tây Nam Bộ). 

## Lịch sử

### Giai đoạn 1945 - 1954
Dưới triều Nguyễn, nơi đây là hai tỉnh Định Tường và An Giang của Lục tỉnh Nam Kỳ. Thời Pháp thuộc, cho đến năm 1951, nơi đây là các tỉnh: Tân An, Mỹ Tho, Gò Công, Bến Tre, Vĩnh Long, Trà Vinh, Sa Đéc, Long Xuyên, Châu Đốc.
Từ năm 1951 đến năm 1954, Trung ương giải thể các Khu 7, Khu 8, Khu 9, thành lập hai Phân liên khu miền Đông và miền Tây Nam Bộ, địa bàn Khu 8 nằm trong các tỉnh Mỹ Tho (Mỹ Tân Gò), Long Châu Sa của Phân liên khu miền Đông và trong các tỉnh Bến Tre, Vĩnh Trà, Long Châu Hà của Phân liên khu miền Tây.

### Giai đoạn 1954 - 1975
Từ năm 1954, sau Hiệp định Genève, hai Phân liên khu của Nam Bộ giải thể, thành lập bốn khu là: miền Đông, miền Trung, miền Tây và Sài Gòn - Chợ Lớn. Khu 8 (miền Trung) gồm các tỉnh: Tân An, Mỹ Tho, Gò Công, Sa Đéc, Long Xuyên, Châu Đốc. Các tỉnh Bến Tre, Vĩnh Long, Trà Vinh thuộc khu miền Tây. Sau Hội nghị Xứ uỷ Nam Bộ cuối năm 1956, tỉnh Bến Tre của miền Tây cùng với tỉnh Chợ Lớn của miền Đông được chuyển cho miền Trung.
Năm 1960, thành lập Mặt trận giải phóng miền Nam khu 8 có tên Quân khu 2.
Đầu năm 1957, Mỹ-Diệm chia lại ranh giới các tỉnh thì Quân khu 2 bao gồm: Long An, Kiến Tường, Kiến Phong, Mỹ Tho, An Giang và Bến Tre.
Năm 1967, để chuẩn bị cho tổng tiến công Tết Mậu Thân, thành phố Mỹ Tho và huyện Gò Công, Hòa Đồng  của tỉnh Mỹ Tho được tách ra thành hai đơn vị cấp tỉnh. Tỉnh Long An được giao về Miền. Cho đến năm 1973, Long An mới trở lại với Quân khu 2.
Đến năm 1974, có tên chính thức Quân khu 8; hai tỉnh An Giang và Kiến Phong giải thể. Vùng đất hữu ngạn sông Hậu của An Giang chuyển cho Quân khu 9 (miền Tây Nam Bộ). Phần còn lại của hai tỉnh cộng với phần đất nam Sa Đéc do Quân khu 9 giao lại lập thành hai tỉnh mới là tỉnh Long Châu Tiền và tỉnh Sa Đéc.

### Giai đoạn 1975 - 1976
Sau ngày miền Nam hoàn toàn giải phóng, Quân khu 8 và Quân khu 9 trong chiến tranh được sáp nhập lại thành Quân khu 9, gồm chín tỉnh đồng bằng sông Cửu Long: Long An (trước Tân An), Tiền Giang, Bến Tre, Đồng Tháp, Cửu Long (nay là Vĩnh Long Trà Vinh), Hậu Giang (thành phố Cần Thơ, Hậu Giang), An Giang, Kiên Giang, Minh Hải (nay là Cà Mau, Bạc Liêu).